# Bon Pasteur
Cet article concerne le personnage biblique du Bon Pasteur. Pour le film, voir Le Bon Pasteur.

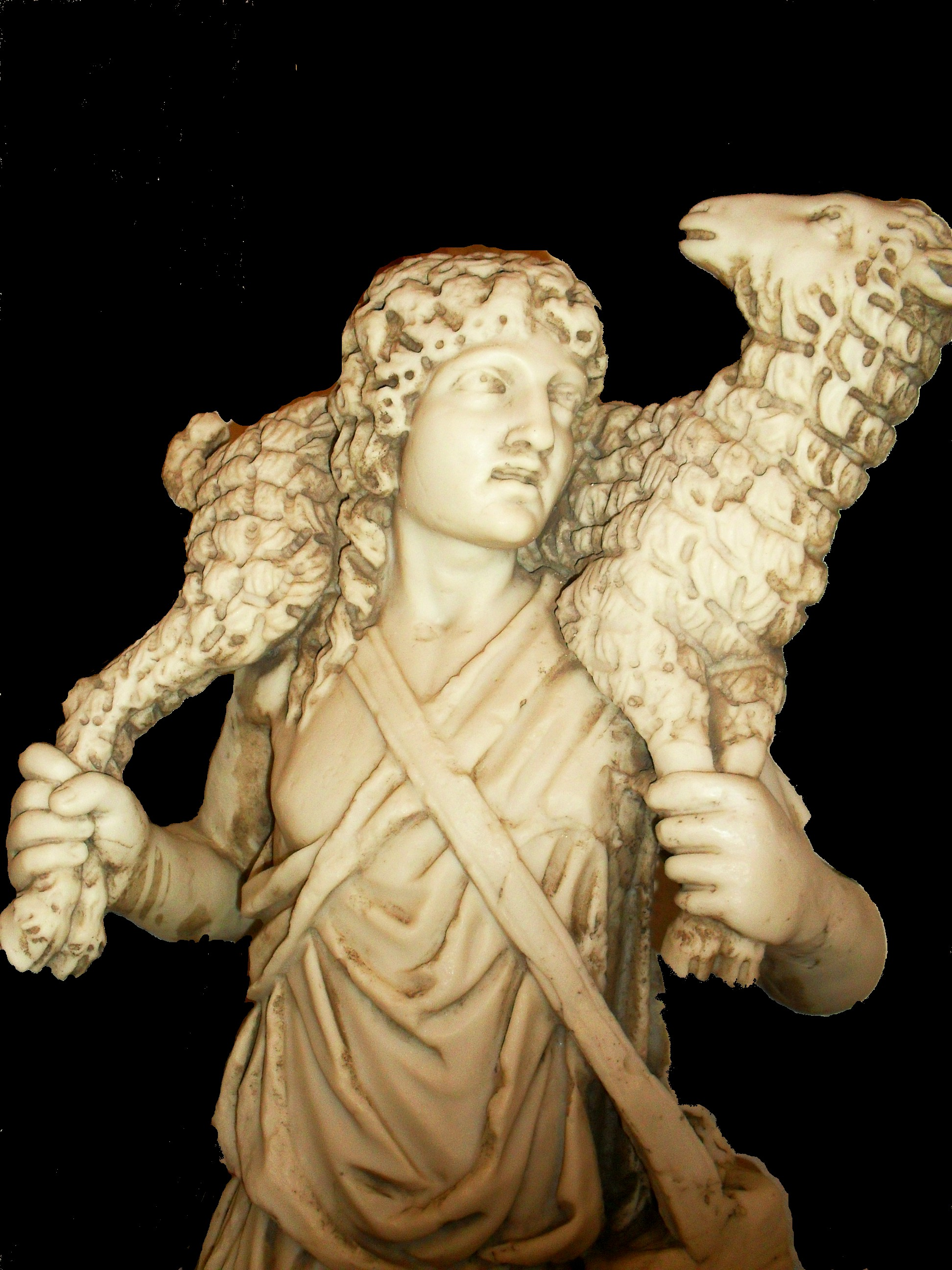
Représentation traditionnelle du Bon Pasteur, IVe siècle. Marbre blanc, H. 100 cm. catacombe de Priscille, Rome.

Le Bon Pasteur (ou Bon Berger dans certaines traductions de la Bible), en grec ancien ποιμήν ὁ καλός, poimḗn ho kalós, est un des vocables ou  « titres » par lesquels Jésus s'identifie dans les sept paroles en Je suis... qui se trouvent dans l'Évangile selon Jean (chapitre 10). Cette image illustre un aspect de la mission de Jésus : celui qui rassemble, guide, recherche (celui qui est égaré) et donne sa vie pour les autres. Il fait paître son troupeau et ramène la brebis égarée.
Cette métaphore vient de l'Ancien Testament, par exemple dans le Psaume 23 (22) et le Livre d'Ézéchiel (34:11–16). Elle figure également dans l'Épître aux Hébreux, la Première épître de Pierre et l'Apocalypse. Elle est à l'origine du mot « pasteur » en usage dans le christianisme.
Le Bon Pasteur est un thème majeur de l'iconographie chrétienne, en particulier dans l'art paléochrétien.

## Bible et liturgie

### Dans l'Ancien Testament
Cette image se réfère toujours à Dieu dans l'Ancien Testament :
- Psaume 23 : Le Seigneur est mon berger.
- Livre d'Ézéchiel, 34, 12 :
- Livre d'Isaïe, 40, 11 :

### Dans le Nouveau Testament

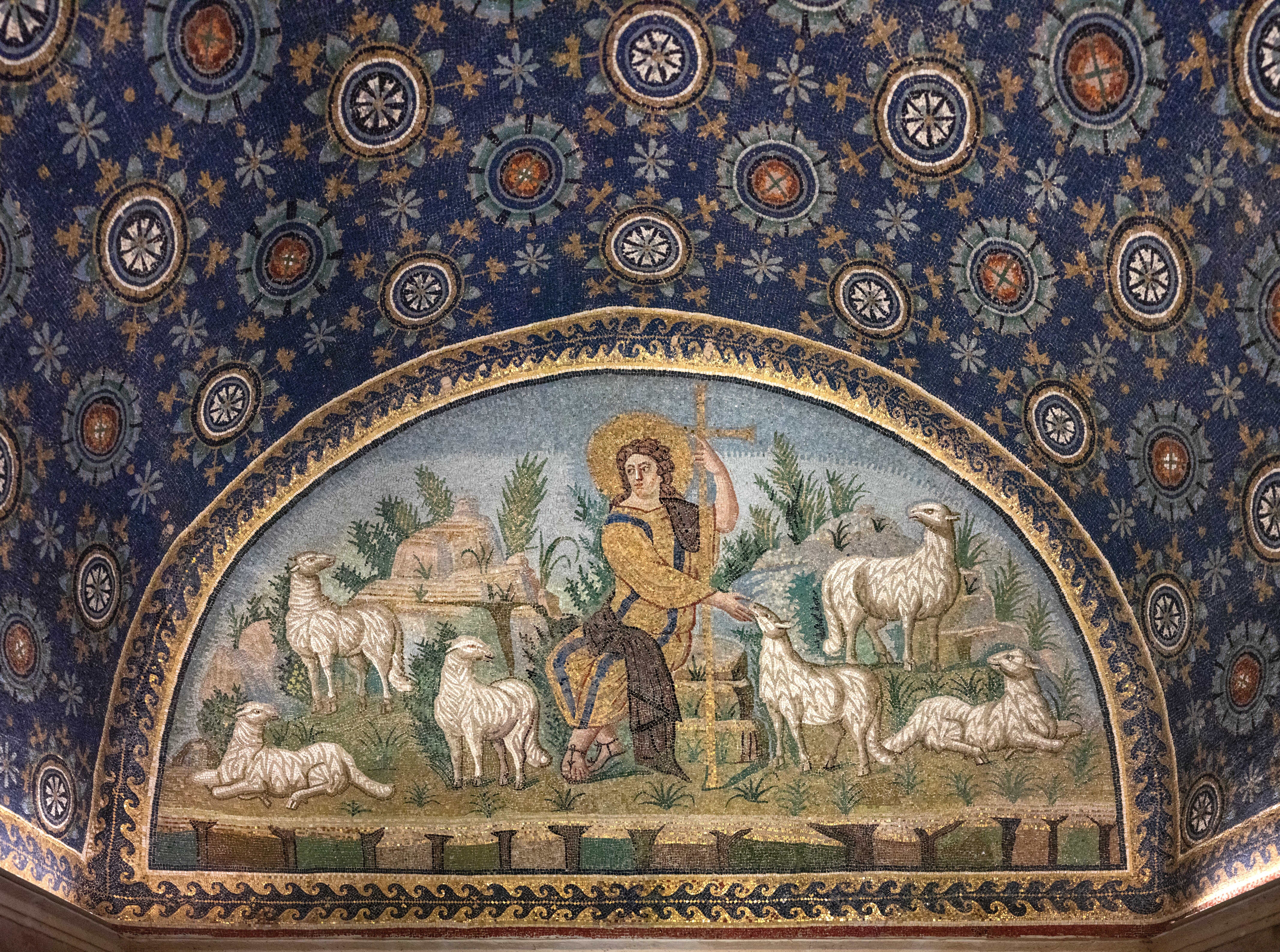
Mosaïque du Bon Pasteur, mausolée de Galla Placidia, Ravenne (Ve siècle).

- La parabole de la brebis égarée dans l'Évangile selon Luc: Lc 15:3-7
- La parole « Je suis le Bon pasteur » dans l'Évangile selon Jean: Jn 10:11-16

### Liturgie
- Le dimanche du Bon Pasteur est le quatrième dimanche de Pâques en forme ordinaire du rite romain, soit le troisième dimanche suivant la fête de Pâques. En forme extraordinaire du rite romain (liturgie précédant la réforme liturgique de Vatican II), il est le deuxième dimanche suivant la fête de Pâques.

## Iconographie
Le thème iconographique du Bon Pasteur connaît une large diffusion d’abord dans l'art grec antique, où il est appliqué à l'Hermès criophore (ou kriophoros, du grec κριός, « bélier » et φόρος, « qui porte »), mais aussi aux porteurs d'offrande, puis dans l'art romain au sein duquel il est particulièrement utilisé dans un contexte funéraire, selon des formules dont s'inspire pleinement l'art chrétien naissant. Ce thème aurait lui-même des prototypes sumériens. 
L'iconographie chrétienne figure d'abord le Christ « agneau de Dieu », porté par Jean le Baptiste, puis Jésus devient à son tour le Bon Pasteur qui rassemble les brebis égarées. Il est traditionnellement représenté muni de bandes molletières, vêtu de l'exomide, tenant dans ses mains une houlette, un vase à traire le lait (le mulctra) ou une syrinx.
Ce thème a inspiré de nombreux artistes chrétiens.

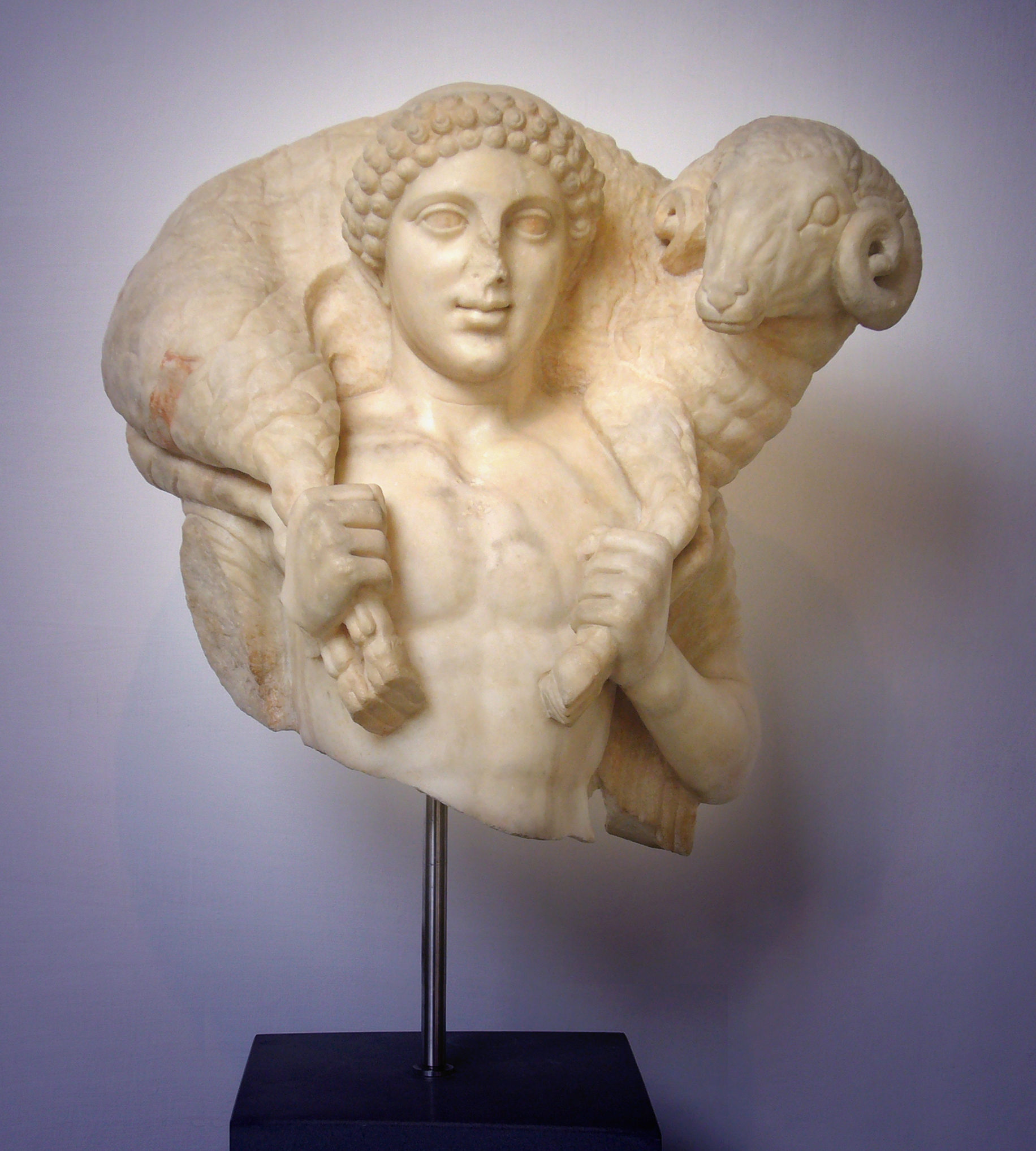
Hermès criophore (Ve siècle av. J.C.).
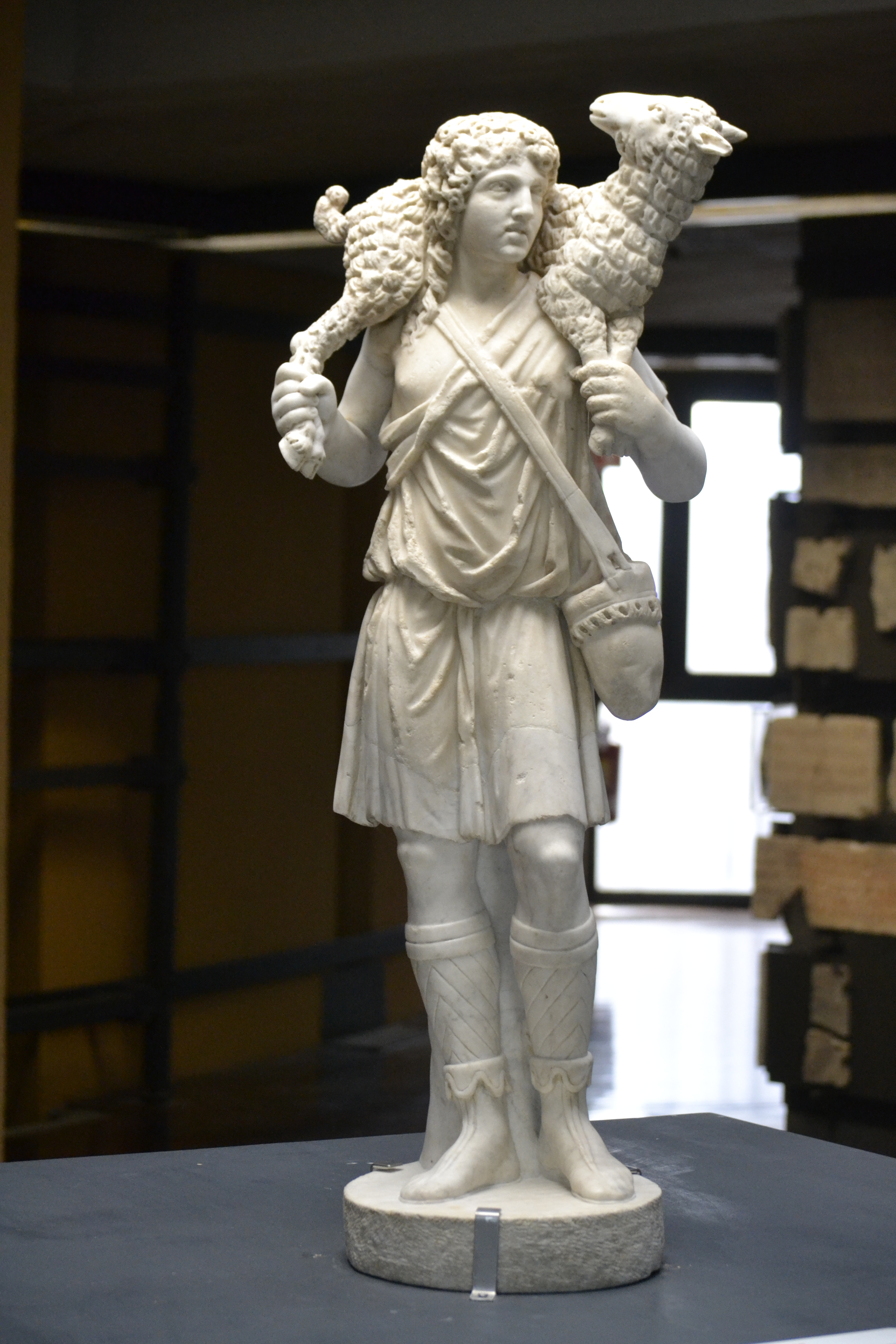
Statue de marbre blanc, dite du Bon Pasteur (début du IVe siècle), Vatican.
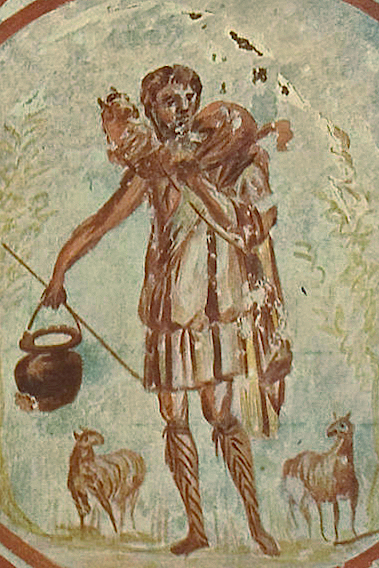
Le Bon Pasteur (milieu du IIIe siècle), catacombe de Saint-Calixte, Rome.
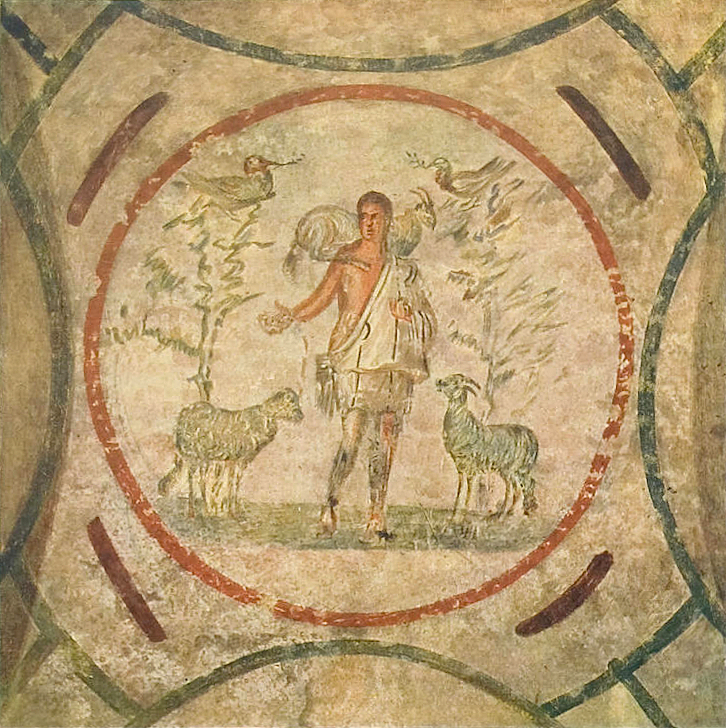
Le Bon Pasteur (IIIe siècle), catacombe de Priscille, Rome.
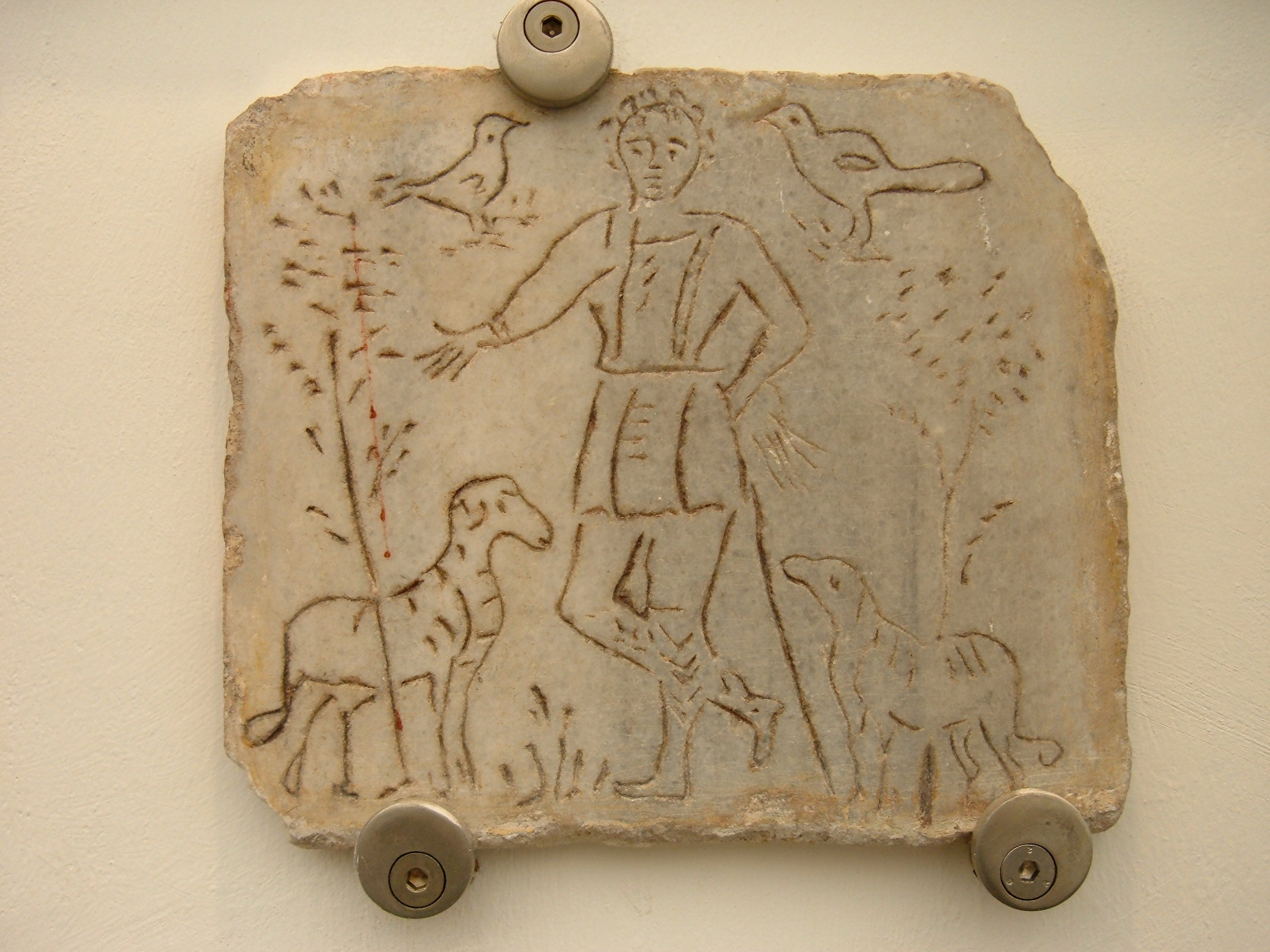
Le Bon Pasteur (IVe siècle), musée des Thermes de Dioclétien, Rome.
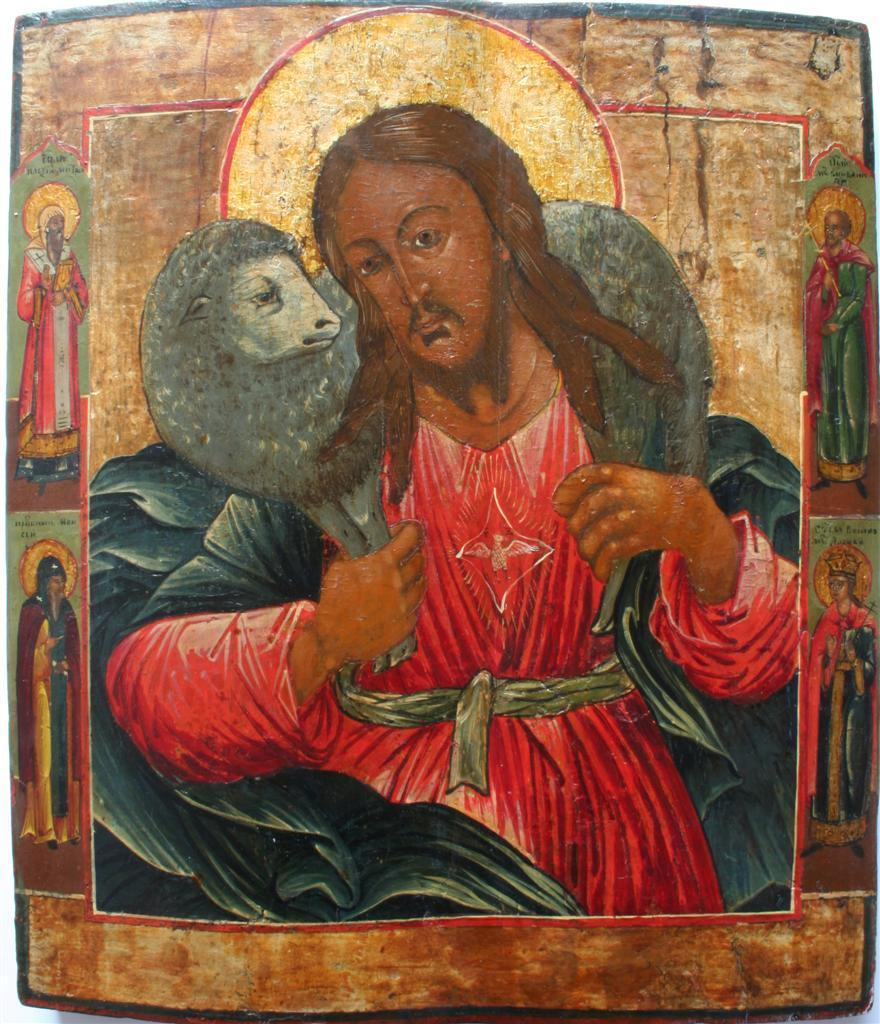
Icône russe du Bon Pasteur (XIXe siècle).
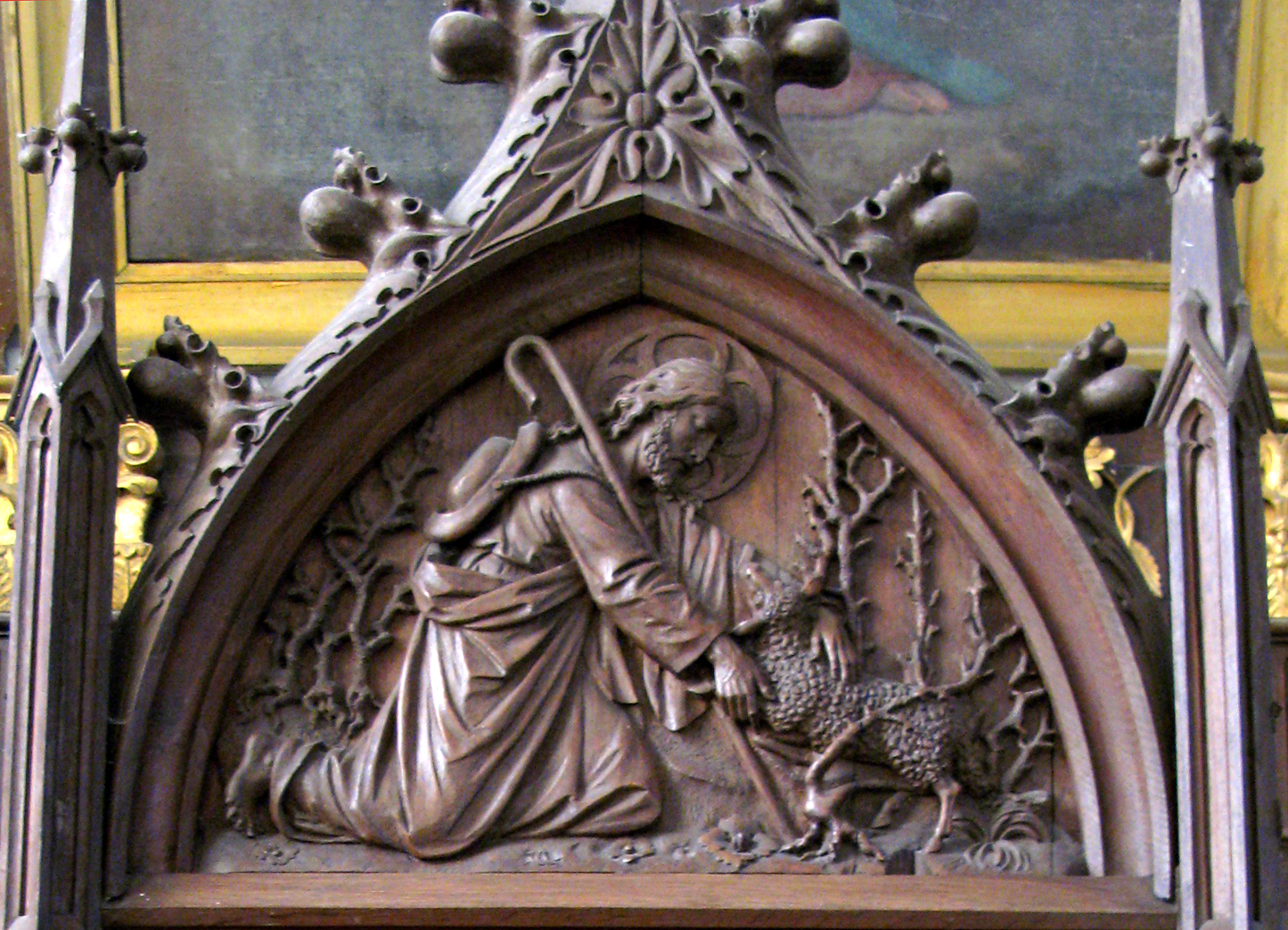
Le confessionnal de Liart.

En 2021, des archéologues israéliens découvrent au fond du port antique de Césarée, au large de la côte méditerranéenne d'Israël, une bague en or de l'époque romaine portant une image gravée sur une pierre verte, utilisée par les premiers chrétiens pour symboliser Jésus en « bon berger » portant un mouton sur ses épaules.

## Congrégations et instituts religieux

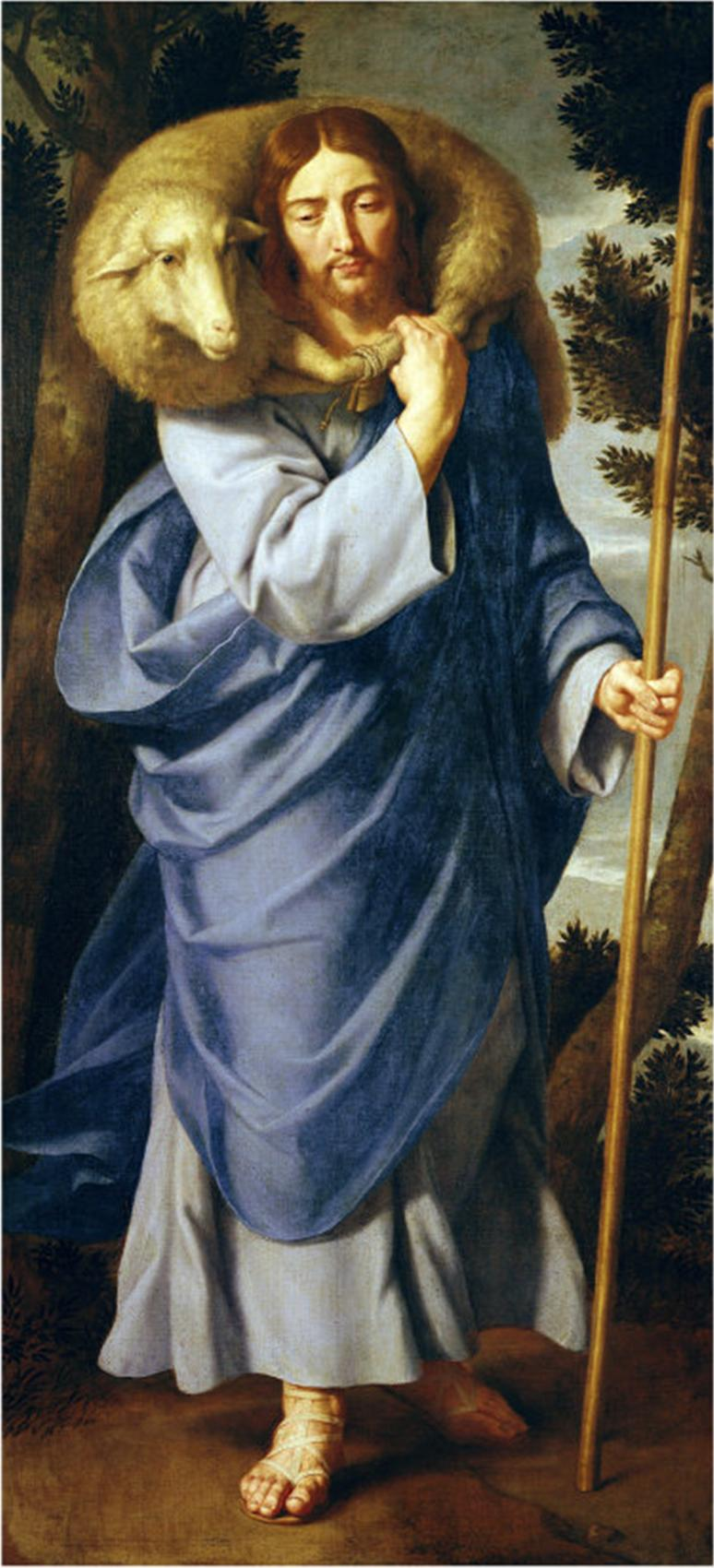
Le Bon Pasteur de Jean-Baptiste de Champaigne.

- Les Sœurs de Jésus Bon Pasteur, appelées aussi « Pastourelles », forment une congrégation religieuse fondée en Italie au XXe siècle par le père Giacomo Alberione.
- Les Filles du Bon Pasteur était un ordre de séculières fondé dans la seconde moitié du XVIIe siècle par Marie-Madeleine de Ciz pour recueillir les « filles débauchées et repentantes ». Le couvent de la congrégation des filles du Bon-Pasteur disparu à la Révolution.
- La Congrégation du Bon Pasteur fondée en 1835, par la religieuse française Marie-Euphrasie Pelletier, prend en charge les femmes en difficulté.
  - Les "Bons Pasteurs"  sont des établissements pour les jeunes filles mineures en danger de prostitution ou en difficulté sociale majeure, tenus par la congrégation Notre-Dame de Charité du Bon Pasteur d'Angers ; ces établissements ont fonctionné jusque dans les années 1970-75[5].
- Les Petits Frères du Bon Pasteur, font partie d'une congrégation fondée aux États-Unis, chargée de l'aide aux sans-abris.
- L’Institut du Bon-Pasteur est une société de vie apostolique de droit pontifical reconnue le 8 septembre 2006 par la Congrégation pour le clergé.
- Un ancien couvent du Bon-Pasteur est devenu la prison Le bon Pasteur de Nantes sous la Révolution.

## Édifices religieux
- Plusieurs églises du Bon-Pasteur
- La cathédrale du Bon-Pasteur de Saint-Sébastien (Espagne) date de la fin du XIXe siècle.
- La chapelle du Bon-Pasteur, située au cœur du vieux Clermont, a été bâtie au XVIIe siècle.
- Église du Bon-Pasteur de Lyon, église de la fin du XIXe siècle, désaffectée et à l'abandon.
- Église du Bon-Pasteur de Saint-Pierre, à La Réunion, a été bâtie en 1985-1987.
- Église (catholique) du Bon-Pasteur de la Riviera 3, à Abidjan en Côte d'Ivoire.